# John Norman Davidson Kelly
John Norman Davidson Kelly FBA (13 de abril de 1909 - 31 de março de 1997) foi um teólogo e acadêmico britânico da Universidade de Oxford e diretor do St Edmund Hall, Oxford, entre 1951 e 1979, durante o qual o salão se transformou em uma faculdade constituinte independente de a universidade e mais tarde um estabelecimento co-educacional.

## Vida anterior
John Kelly nasceu em Bridge of Allan, Perthshire, em 13 de abril de 1909 e foi o quarto de cinco filhos de seu pai diretor escocês, John Davidson Kelly, e Ann, sua mãe inglesa. John e sua irmã Ann Davidson Kelly  foram educados em casa por seu pai. (uma fonte diz que era uma escola pequena ). Seu pai ficou desempregado depois que a escola que ele dirigia passou por dificuldades financeiras. Ele teve uma boa educação em casa, mas depois se arrependeu da falta de interação social. Ele estudou na Universidade de Glasgow, graduando-se com um Master of Arts (MA Hons) em 1931. 
Ele então foi para o Queen's College, em Oxford, tendo garantido uma bolsa de estudos (essencial); durante seu tempo em Oxford, ele recebeu a bolsa Ferguson e a bolsa Hertford.  No Queen's, ele leu Literae humaniores (clássicos) e teologia, e formou-se com honras de primeira classe em Bachelor of Arts (BA) em 1934.   Apesar de ter sido criado como presbiteriano, ele foi confirmado na Igreja da Inglaterra.  De 1933 a 1934, ele treinou para as Ordens Sagradas na St Stephen's House, Oxford. 

## St Edmund Hall
Kelly foi ordenado na Igreja da Inglaterra como diácono em 1934 e serviu um ano como pároco na Igreja de St Lawrence, Northampton na Diocese de Peterborough.  Antes de completar seu ano diaconal, ele foi convidado a retornar a Oxford como capelão e tutor em teologia e filosofia em St Edmund Hall pelo então diretor, A.B. Emden, iniciando uma associação de sessenta e dois anos com o Hall. Foi ordenado sacerdote em 1935.  Em 1937, Kelly foi nomeado vice-diretor. Durante a Segunda Guerra Mundial, ele desejou se tornar um capelão militar, mas Emden não o libertou e, em vez disso, empreendeu trabalho linguístico para o Ministério das Relações Exteriores. Emden foi forçado a se aposentar em 1951 por causa de uma doença e Kelly tornou-se diretor, cargo que ocupou até 1979.

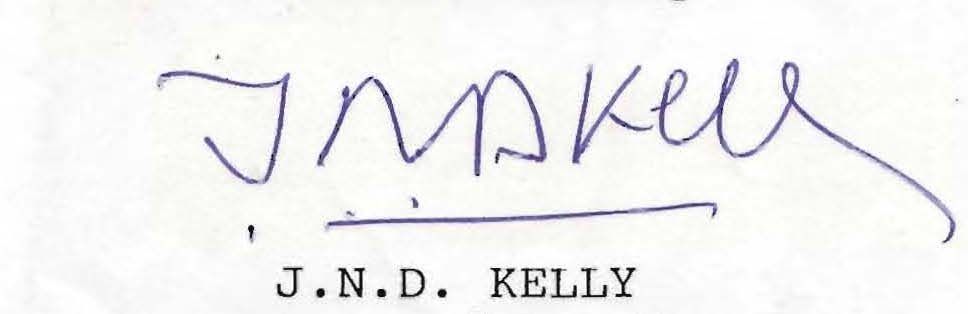
Sua assinatura

Kelly tornou-se Diretor do Hall em uma fase importante de seus 700 anos de história, ou seja, sua independência do Queen's College, do qual fazia parte desde 1557.  O processo, iniciado por Emden em 1937, foi concretizado em 1958, quando Kelly garantiu a cooperação do Queen's e obteve para o Hall uma Carta de Incorporação, apresentada pelo Duque de Edimburgo.
Durante seu mandato como diretor, Kelly supervisionou um importante programa de arrecadação de fundos que permitiu a construção de novas acomodações para estudantes e refeitórios. Um período de doença em 1966 interrompeu seu mandato como vice-reitor da Universidade. Entre 1972 e 1977 foi pró-reitor da Universidade.  Finalmente, antes de se aposentar como diretor, ele supervisionou a admissão de mulheres no corpo de graduação do Hall, com sua primeira matrícula em 1979.

## Conquistas acadêmicas
John Kelly foi proeminente na faculdade de teologia durante sua associação com St Edmund Hall. Ele foi palestrante em estudos bíblicos de 1945 a 1948 e posteriormente ocupou o cargo de conferencista universitário em estudos patrísticos até 1976. Ele publicou amplamente, escrevendo sobre o desenvolvimento dos primeiros credos e doutrinas cristãs, seus primeiros credos cristãos e primeiras doutrinas cristãs tornando-se obras secundárias padrão e livros didáticos de seminário; comentários sobre as epístolas pastorais; estudos biográficos, incluindo estudos de São Jerônimo e São João Crisóstomo; e The Oxford Dictionary of Popes.  Ele estava trabalhando em um volume complementar ao Oxford Dictionary sobre arcebispos quando morreu. 
No mundo eclesiástico, tornou-se cônego da Catedral de Chichester em 1948, cargo que ocupou até 1993. Ele presidiu a Comissão do Arcebispo de Canterbury sobre as Relações Católicas Romanas de 1963 a 1968 e acompanhou o arcebispo Michael Ramsey em sua visita histórica a Roma em 1966. Foi membro fundador do Conselho Acadêmico do Instituto de Estudos Teológicos Avançados de Jerusalém. 
Ele foi premiado com o grau de Doctor of Divinity (Oxon) em 1951 e membro da Academia Britânica em 1965. Ele morreu solteiro em 31 de março de 1997 e seus restos mortais cremados estão enterrados na antecapela de St Edmund Hall. 

## Trabalhos selecionados
- Kelly, John N. D. (1950). Early Christian Creeds 1st ed. London: Longmans, Green & CO
  - Kelly, John N. D. (2006) [1972]. Early Christian Creeds 3rd ed. London-New York: Continuum. ISBN 9780826492166
- Kelly, J.N.D. (1952) What is Catholicism?, Saffron Walden, Essex: Talbot Press (S.P.C.K.), 39 p.
- Kelly, J.N.D. [1958] (2000) Early Christian doctrines, 5th rev. ed., London: Continuum, ISBN 0-8264-5252-3
- Kelly, J.N.D. [1963] (1987) A Commentary on the Pastoral Epistles. I Timothy, II Timothy, Titus, Black's New Testament Commentaries, London: Addison-Wesley, ISBN 0-06-064329-3
- Kelly, J.N.D. (1964) The Athanasian Creed, Paddock lectures ; 1962–1963, London: A. & C. Black, 140 p.
- Kelly, J.N.D. (1969) A Commentary on the Epistles of Peter and of Jude, Black's New Testament commentaries, London: A & C Black, ISBN 0-7136-1010-7
- Kelly, J.N.D. [1970] (1985) Aspects of the Passion, The Archbishop of Canterbury's Lent book, Mowbray's Christian studies series, London: Mowbray, ISBN 0-264-67035-3
- Kelly, J.N.D. [1975] (1998) Jerome: his life, writings and controversies, London: Duckworth, ISBN 0-7156-1231-X
- Kelly, J.N.D. [1986] (2006) Oxford Dictionary of Popes, Updated Ed. with new material by M. Walsh, Oxford University Press, ISBN 0-19-861433-0
- Kelly, J.N.D. (1989) St. Edmund Hall: Almost Seven Hundred Years, Oxford University Press, ISBN 0-19-951559-X
- Kelly, J.N.D. (1995) Golden Mouth: the story of John Chrysostom – ascetic, preacher, bishop,  London: Duckworth, ISBN 0-7156-2643-4